# Henri Sagna
Henri Sagna (Dakar, 1973) è un artista senegalese.

## Biografia
Henri Sagna vive e lavora in Senegal. Appena terminati gli studi alla scuola nazionale delle Arti di Dakar nel 2005, ha ricevuto il primo premio al sesto Salon national des artistes plasticiens sénégalais. È conosciuto come artista scultore- riciclatore, poiché a partire da elementi recuperati da varie fonti, Henri Sagna li assembla e realizza installazioni e scultore molto originali.
L'artista ha animato diversi atelier e workshops in Francia e in Senegal che avevano come tema centrale le nozioni di recupero e riciclaggio dei materiali per l'arte.

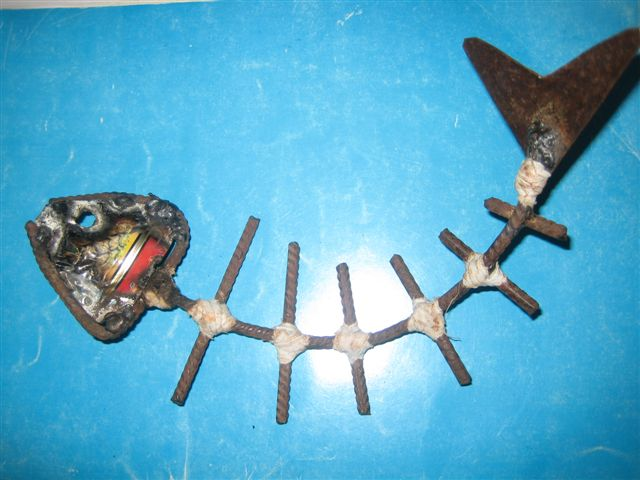
Pesce di Henri Sagna

## Attività
Il percorso dell'artista è incentrato sulla volontà di sensibilizzare il grande pubblico ma soprattutto gli abitanti dei quartieri bidonvilles al rispetto e alla conoscenza dell'ambiente. Centrando una gran parte del suo lavoro plastico attorno alla zanzara portatrice del paludismo, Henri Sagna lotta con le sue armi contro la malattia. Il progetto dell'artista si spinge anche oltre: accostando il carattere della zanzara a quello dell'uomo, si pone l'obiettivo di denunciare le guerre e gli orrori contemporanei.
Il suo percorso rappresenta uno strumento ludico per poter comunicare in Europa e soprattutto in Francia, il problema del paludismo e dare una coscienza più estesa di questo flagello che compie stragi quotidiane nel suo continente.
Insegnare alle nuove generazioni a conciliare il proprio percorso artistico e le dovute riflessioni sull'ambiente circostante rimane l'obiettivo principale dello scultore senegalese.

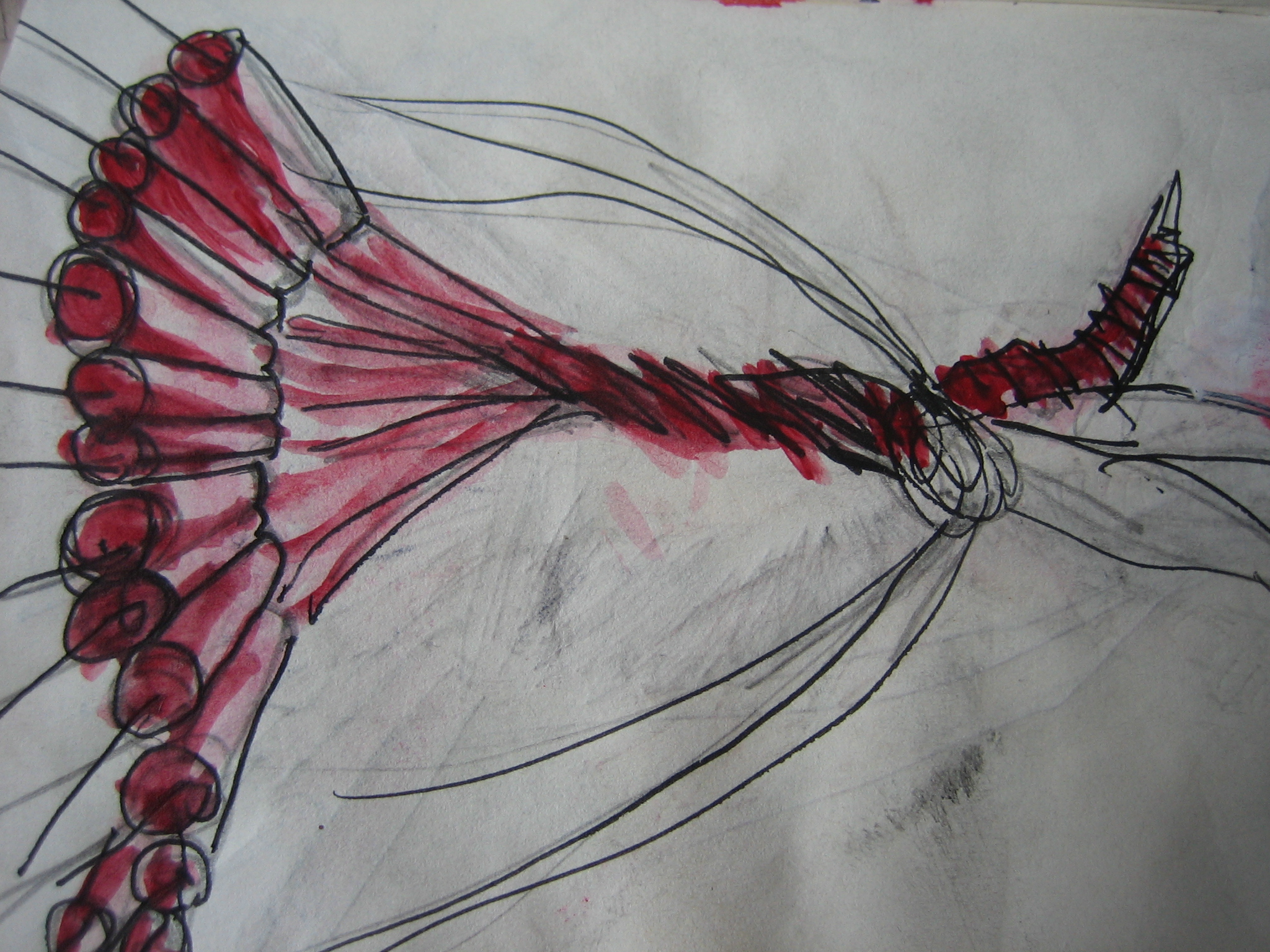
Zanzara di Henri Sagna: un'opera d'arte per Wikipedia

Tra i dieci artisti protagonisti dell'esposizione Senegal contemporaneo del museo Dapper di Parigi nel 2006, che ha riunito la creatività di una generazione di artisti senegalesi, Henri Sagna ha allestito uno spazio con le sue opere preferite: zanzariere e zanzare! Gli insetti, realizzati con dimensioni gigantesche, avevano zampe enormi costruiti con filo in acciaio galvanizzato, bottiglie di soda per gli addominali e celluloide per le ali.